# Batrachoseps relictus
Batrachoseps relictus é um anfíbio caudado da família Plethodontidae endémica dos Estados Unidos.